# Pacific Amphitheatre
Das Pacific Amphitheatre ist ein Amphitheater in Costa Mesa, Kalifornien.

## Geschichte und Nutzung
Das Theater befindet sich auf dem Grund des OC Fair & Event Center und wurde im Juli 1983 eröffnet. Barry Manilow trat als erster Künstler auf dem Veranstaltungsgelände mit einer Zuschauerkapazität von 20.000 Besuchern auf. Im Jahr 1990 spielte der britische Weltstar Eric Clapton auf seiner Journeyman World Tour im ausverkauften Amphitheater. Da sich Anwohner nahe dem Theater über den Lautstärkepegel beschwerten, wurde das Gelände in den frühen 1990er Jahren geschlossen. Nach einer Vereinbarung mit den Anwohnern und der Orange County Fair wurde das Pacific Amphitheatre im Jahr 2003 wiedereröffnet. Die Besucherkapazität wurde zunächst auf 10.000 Plätze reduziert. Seit 2015 fasst das Theater 8.000 Zuschauer. Es ist außerdem ein Veranstaltungsort für das Orange Coast College.